# Лисогор, Олег Владимирович
Оле́г Влади́мирович Лисого́р (укр. Олег Володимирович Лісогор; род. 17 января 1979, Бровары) — украинский пловец, многократный чемпион мира и Европы на длинной и короткой воде в плавании брассом, экс-рекордсмен мира на дистанции 50 метров брассом на длинной и короткой воде.
Участник трёх летних Олимпиад (2000, 2004 и 2008). Лучшее достижение на Олимпийских играх — 6-е место в комбинированной эстафете 4×100 метров в составе сборной Украины в 2004 году в Афинах. Тренером Олега с 13 летнего возраста был Виктор Турчин. Именно с ним Лисогор завоевал все свои высшие награды в плавании.
В августе 2013 года был задержан в Либерии вместе со своим бизнес-партнёром Николаем Чернышевым по подозрению в незаконном удержании в квартире в Монровии гражданина Украины Ивана Слипченко.
Окончил Национальный университет физического воспитания и спорта Украины

## Кино и телевидение
В 1999 году принял участие в фильме французского режиссёра Режиса Варнье «Восток-Запад».
Участвовал в 2008 году в теле-проекте «Танцую для тебя», где его партнёршей была Марьяна Гордынская, в котором они завоевали третье место, и путёвку в Египет. Марьяна планировала организовать мастерскую по ремонту инвалидных колясок.
В 2012 году Олег Лисогор принял участие во втором сезоне реалити-шоу «Последний герой» на телеканале ICTV.

## Личная жизнь
Дочь Мария-Эвелина (род. 14 августа 2008 года) от гражданской жены Екатерины Фесенко (род. 1981). Фесенко — бизнесвумен, совладелица бизнес-группы «Энергия» (инвест. компания), пара рассталась в 2009 году.

## Семья
- Старшая сестра Светлана — швея. Светлана работала у дизайнера Юрия Вариводы и на фабрике Михаила Воронина. Брат подарил сестре выигранную в 2002 году однокомнатную квартиру в Киеве.[7]

## Государственные награды, премии и стипендии
- Орден «За заслуги» ІІІ степени (30.01.2002) [8]
- Медаль «За труд и победу» (29.11.2005) [9]
- Орден «За заслуги» ІІ степени (04.09.2007) [10]